# Henry Worsley
Alastair Edward Henry Worsley (Londres, Inglaterra, 4 de octubre de 1960 - Punta Arenas, Chile, 24 de enero de 2016) fue un militar y explorador británico. Tomó parte en la exitosa expedición de 2009 que siguió los pasos de Ernest Shackleton en la Antártida.
Enfermó gravemente por el esfuerzo realizado mientras intentaba completar la primera travesía completa en solitario y sin ayuda del continente antártico.

## Vida y carrera
Era hijo único del general Sir Richard Worsley GCB OBE (1923-2013) y de su primera mujer, Sarah Anne "Sally", la hija mayor del brigadier J. A. H. Mitchell, de la embajada británica en París. Era pariente lejano de Frank Worsley, capitán del barco Endurance del explorador Ernest Shackleton, y desde la niñez mostró un gran interés por la exploración de la Antártida de comienzos del siglo XX.
Fue soldado del Ejército británico por 36 años. En 2001 dirigió la Operación Veritas en Afganistán. También fue destinado a Irlanda del Norte, Bosnia y Kosovo. Le fue concedido el MBE en 1993 por sus servicios en Irlanda del Norte y en 2002 recibió un reconocimiento de la reina por sus servicios en Yugoslavia en 2001. Se retiró del Ejército en octubre de 2015.

## Expediciones antárticas
En 2008 dirigió una expedición para iniciar una ruta a través de las Montañas Transantárticas, llegando a 156 km del Polo Sur. La expedición conmemoró el centenario de la Expedición Nimrod de Shackleton. Regresó a la Antártida en 2011, dirigiendo un equipo de seis integrantes que recrearon el exitoso viaje de Roald Amundsen en 1912, a lo largo de 1400 km, para conmemorar su centenario. Al completar la ruta, se convirtió en la primera persona en lograr recorrer las tres rutas de Shackleton, Amundsen y Robert Falcon Scott.

### Expedición final
La intención de Worsley era seguir el espíritu de su héroe, Shackleton, y antes de empezar el viaje reunió más de 100 000 libras para el Endeavour Fund. El patrón de la expedición era el príncipe Guillermo de Cambridge. En contraste al cruce solitario de 1997 realizado por Børge Ousland, Worsley viajó sin una cometa para ayudar a tirar su trineo.
Worsley cubrió 1469 km en 69 días, y solo le restaban 48 km para finalizar. Sin embargo, tuvo que pasar los días 70 y 71 en su tienda, sufriendo de agotamiento y deshidratación severa. Finalmente se comunicó por radio para pedir ayuda y fue transportado por avión a Punta Arenas (Chile), donde le diagnosticaron una peritonitis, y falleció por un fallo orgánico en la Clínica Magallanes.

## Familia
Worsley vivió en Fulham, Londres. Se casó el 20 de febrero de 1993 en la iglesia de Santa María en Chilham, Canterbury, Kent, con Joanna, hija de Andrew Stainton, con quien tuvo dos hijos.

## Obras
- In Shackleton's Footsteps: A Return To The Heart Of The Antarctic. Lyons Press, 2011. ISBN 978-0-762-77763-1